# Leida
Leida, também conhecida em português como Leiden (em neerlandês: Leiden, pronúncia áudioⓘ), é uma cidade e comuna neerlandesa localizada na província Holanda do Sul. Com uma população de 121 199 habitantes (censo de 2013) é a quarta cidade mais populosa da província, depois de Roterdão, Haia e Zoetermeer. A cidade faz parte da conurbação ou área metropolitana de Randstad (constituída por Oegstgeest, Leiderdorp, Voorschoten, Valkenburg, Rijnsburg e Katwijk), que tem cerca de 257 000 habitantes. É a área com a segunda população mais densa do país com cerca de 5 400 habitantes por km².
O território de Leiden estende-se até os municípios de Leiderdorp ao leste; Teylingen e Oegstgeest ao norte; Katwijk, chegando até a costa pelo noroeste; Wassenaar e Voorschoten ao oeste; Leidschendam-Voorburg e Zoeterwoude ao sul. Leida situa-se a cerca de 20 km ao norte da Haia e a aproximadamente 40 km ao sul de Amsterdam.
A cidade, que tem a alcunha "cidade das chaves" por causa do brasão, possui a universidade mais antiga do país. Também teve um papel importante na história holandesa.

## Toponímia
O nome da cidade, Leiden, apareceu pela primeira vez em 1108, como Ledene. Uma teoria popular sobre a origem do nome é que o nome vem do nome da cidade romana Lugduno dos Batavos, embora esta estivesse localizada na área do atual Katwijk. Outra teoria é que o nome vem do germânico lagiþon, que significa água. Também existe uma teoria que diz que o nome da cidade vem do rio 'Leyte' que se juntava ao Reno e cujo nome também já era conhecido na época romana como 'Leithon'.

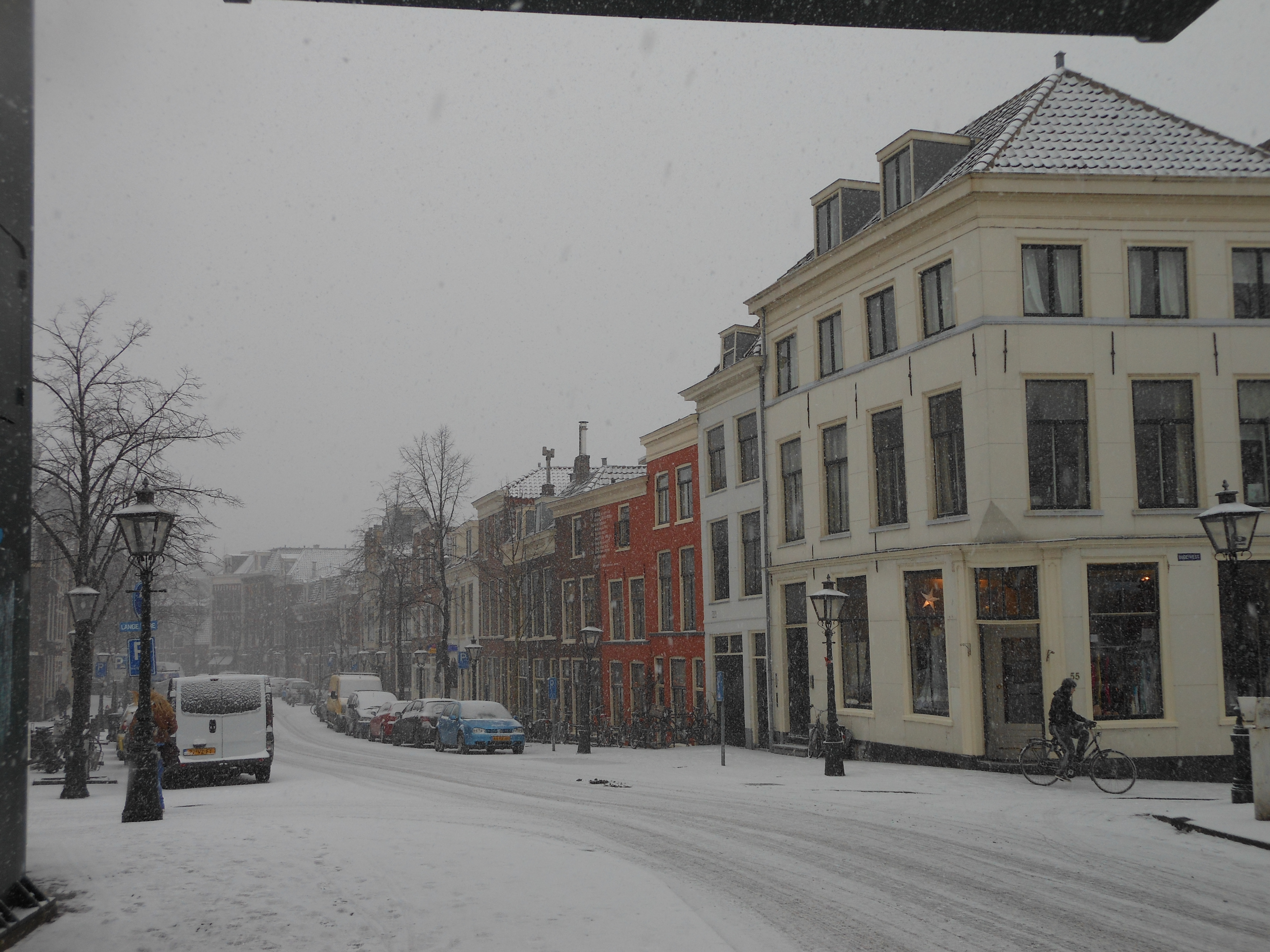
Neve em Leiden (2010)

## Geografia

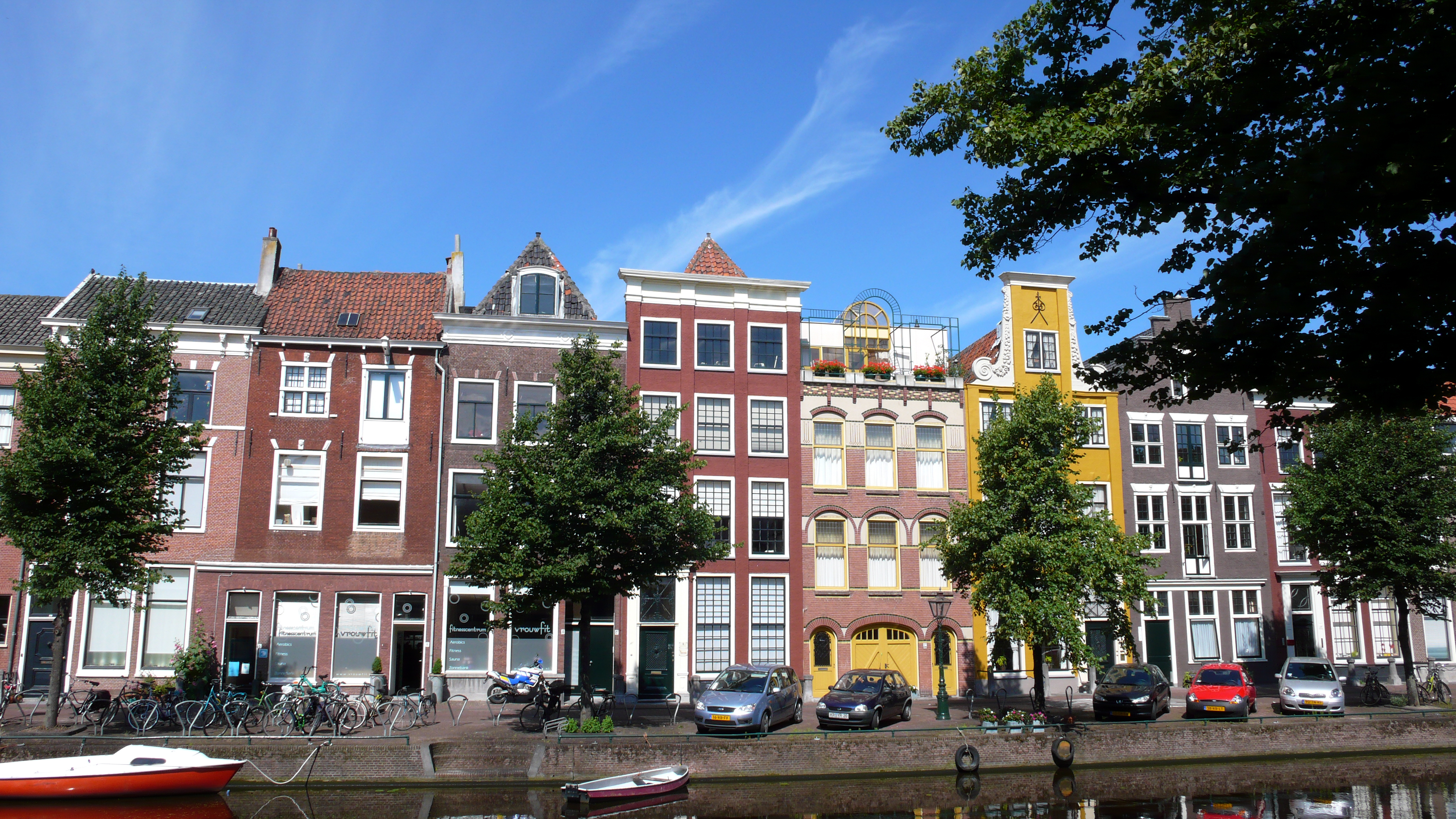
Casas ao longo do canal Herengracht em Leiden

### Clima
O clima de Leiden é oceânico temperado (Cfb), com temperatura média anual de 10,8 °C e 940 mm de precipitação. Na cidade, os verões são moderados e os invernos são longos e frios. Durante o ano a temperatura varia entre 1°C e 21 °C, raramente abaixo de -6 °C ou acima de 27 °C. Os meses com as maiores médias máximas de temperatura são julho e agosto (21 °C) e os com as menores são janeiro e fevereiro (5 °C). Os meses com as maiores médias mínimas de temperatura são julho e agosto (12 °C) e os com as menores são janeiro e fevereiro (0 °C). A temporada quente dura por 3,1 meses, de 13 de junho a 15 de setembro, quando há uma temperatura média máxima acima de 18°C. A temporada fria dura por 3,8 meses, de 22 de novembro a 15 de março, quando há uma temperatura máxima média abaixo de 9 °C.
O mês com menos precipitação é abril (40 mm) e o com mais é julho (66 mm). O mês com mais dias de precipitação é dezembro (15,3) e o com menos é setembro (12). Durante o inverno podem haver geadas, embora a chance de tal evento acontecer vem diminuindo nos últimos anos.

### Demografia
De acordo com o Instituto Central de Estatística neerlandês, a população de Leiden em 1 de janeiro de 2020 era de 125.099 habitantes, constituindo uma densidade demográfica de 5.710 habitantes/km². Dessa população, 60.556 eram do sexo masculino e 64.543 do feminino. A taxa de natalidade era de 8,8 nascimentos por 1 000 habitantes, já a de mortalidade era de 8,1. No ano de 2020, 10.772 se mudaram para a cidade, e 11.868 saíram, constituindo uma taxa de migração negativa. Em 2020, aproximadamente 19.057 habitantes estavam na faixa etária entre 0-17 anos (15,4%), 85.406 entre 18-64 anos (68,8%) e 19.630 de 65 anos acima (15,8%).

## Personalidades
- Johannes Diderik van der Waals (1837-1923), Prémio Nobel de Física de 1910

- Armin Van Buuren , DJ e Produtor Musical

- Rembrandt, pintor e artista barroco